# سان ميغيل دي الليندي
سان ميغيل دي أليندي هي مدينة مكسيكية تقع في المرتفعات الوسطى ولاية غواناخواتو. تزخر المدينة بالكنائس التي تعود إلى الحقبة الاستعمارية والمنتزهات العامة والساحات والشوارع المرصوفة بالحصى والتي تصطف على جانبيها قصور تعود إلى قرون القرن السادس عشر الميلادي.
توفر أشجار الغار المرصوفة بشكل جيد الظل في ساحة سان ميغيل المركزية ، المعروفة باسم El Jardín. هذا هو قلب المدينة، ساحة شاسعة مستديرة يحدها من الجنوب كنيسة أبرشية سان ميغيل، لا باروكويا، من الشرق والغرب بأروقة طويلة، ومن الشمال مبنى الحكومة البلدية (هناك معلومات سياحية تقف هنا، تقدم الخرائط والمساعدة).

## التاريخ
تأسست سان ميغيل دي أليندي في عام 1542 من قبل الراهب الفرنسيسكاني فراي خوان دي سان ميغيل. كانت المدينة محطة مهمة على الطريق الفضي، وظهرت في وقت لاحق في حرب الاستقلال المكسيكية. في عام 1826 تم تغيير اسم المدينة، سابقا سان ميغيل إل جراندي لتكريم البطل الثوري Ignacio Allende. في عام 2008 ، اعترفت اليونسكو بالبلدة الوقائية في سان ميغيل و Sanctuary of Jesús Nazareno de Atotonilco كمواقع للتراث العالمي.